# Иж Юпитер Ш-12
Иж Юпитер Ш-12 — спортивный мотоцикл для кольцевых гонок Ижевского машиностроительного завода.

## Описание
Мотоцикл для кольцевых гонок, созданный на базе дорожного мотоцикла «Иж Юпитер-3». Мощность его была доведена до 37 л. с. благодаря установки двух карбюраторов и увеличению степени сжатия. Прибавка в мощности к серийному мотору составила 30%. Ш-12 не имеет кик-стартера (заводной ножки), поскольку двигатель на «кольце» пускается с хода. Для коробки передач выпускается два комплекта шестерён с разными передаточными отношениями, чтобы лучше приспосабливать мотоцикл к различным трассам. Рама мотоцикла не испытывает больших нагрузок и её сделали легче. Передняя вилка и задние регулируемые амортизаторы аналогичны тем, что у «Планеты-спорт», но ход колёс уменьшен. Тормоза двухкулачковые, диаметр тормозных барабанов 200 мм. Специальные спортивные шины рассчитаны на скорость 200 км/ч. Ш-12 выпускался с 1977 года небольшими сериями.